# Fontaine de Château-Chinon
La fontaine de Château-Chinon est une fontaine inaugurée le 10 mars 1988, réalisée entre 1987 et 1988 par Niki de Saint Phalle et Jean Tinguely sur une commande du président de la République française François Mitterrand, pour la ville de Château-Chinon (Nièvre), dont il fut le maire. L'œuvre est composée de sculptures de Niki de Saint Phalle (1930-2002) et de sculptures-machines de Jean Tinguely (1925-1991).

## Contexte
Niki de Saint Phalle et Jean Tinguely ont déjà réalisé en commun plusieurs œuvres gigantesques : Hon/Elle, Le Paradis fantastique et des œuvres en plein air comme la Fontaine Stravinsky à Paris. Pour cette dernière, les commanditaires acceptent assez mal l'idée d'une collaboration des deux artistes à la fois : l'exemple du Paradis fantastique et l'apparition des couleurs de Niki dans ce quartier les fait hésiter. Grâce à Madame Claude Pompidou, qui apporte au projet un soutien efficace, les artistes se mettent au travail dès l'année 1987.

Lors de la rétrospective des œuvres de Jean Tinguely au Palazzo Grassi de Venise, Niki rédige dans le catalogue, un article qui décrit l'importance et la nature de la collaboration Jean/Niki. 

« La collaboration ne vient pas parce qu'on la veut. C'est une chose magique. C'était inscrit dans notre destin. Nous avons été aidés tous les deux par le côté diamétralement opposé de notre œuvre (...) À l'âge de vingt cinq ans, je rencontre Jean, mes poches pleines de petits bouts de papiers avec des dessins, des rêves de château fou(…) Il ne rigolera pas. Il les prendra au sérieux. Je lui dis que mes rêves sont beaucoup plus forts que mes possibilités techniques. Il dira : "Niki, le rêve, c'est tout. la technique, c'est rien, ça s'apprend." »

## Fontaine de Château-Chinon
Elle est constituée de huit éléments figuratifs : sculptures de Niki de Saint Phalle : Le Monstre, une Main ouverte, une Nana en maillot de bain, un autre Nana avec un ballon de plage, trois Têtes et un Baigneur rose qui flotte à demi-corps. La base mécanique, décorées d'objets ajoutés par Niki, est de Jean Tinguely. Le projet de ce travail sera ensuite exposé à la Galerie de France puis à la galerie JGM Paris, du 12 mai au 7 juin 1989. L'affiche de l'exposition annonce Sculptures de Niki de Saint Phalle stabilisées par Jean Tinguely. Ce sera le dernier travail en commun des deux artistes. 
Des sculptures animées de Niki et Jean, appelées stabilisations  se retrouvent à l'Espace Jean-Tinguely–Niki-de-Saint-Phalle de Fribourg : La Mythologie blessée (1989 un cygne ensanglanté à tête de serpent.), un Monstre proche des dragons de Niki, et l'Illumination qui ramène au Portrait (1985) de Niki de Saint Phalle. Ces sculptures voient le jour en même temps que la Fontaine de Château-Chinon et leur système de stabilisation est inventé de toutes pièces comme celui de la fontaine par Jean Tinguely.

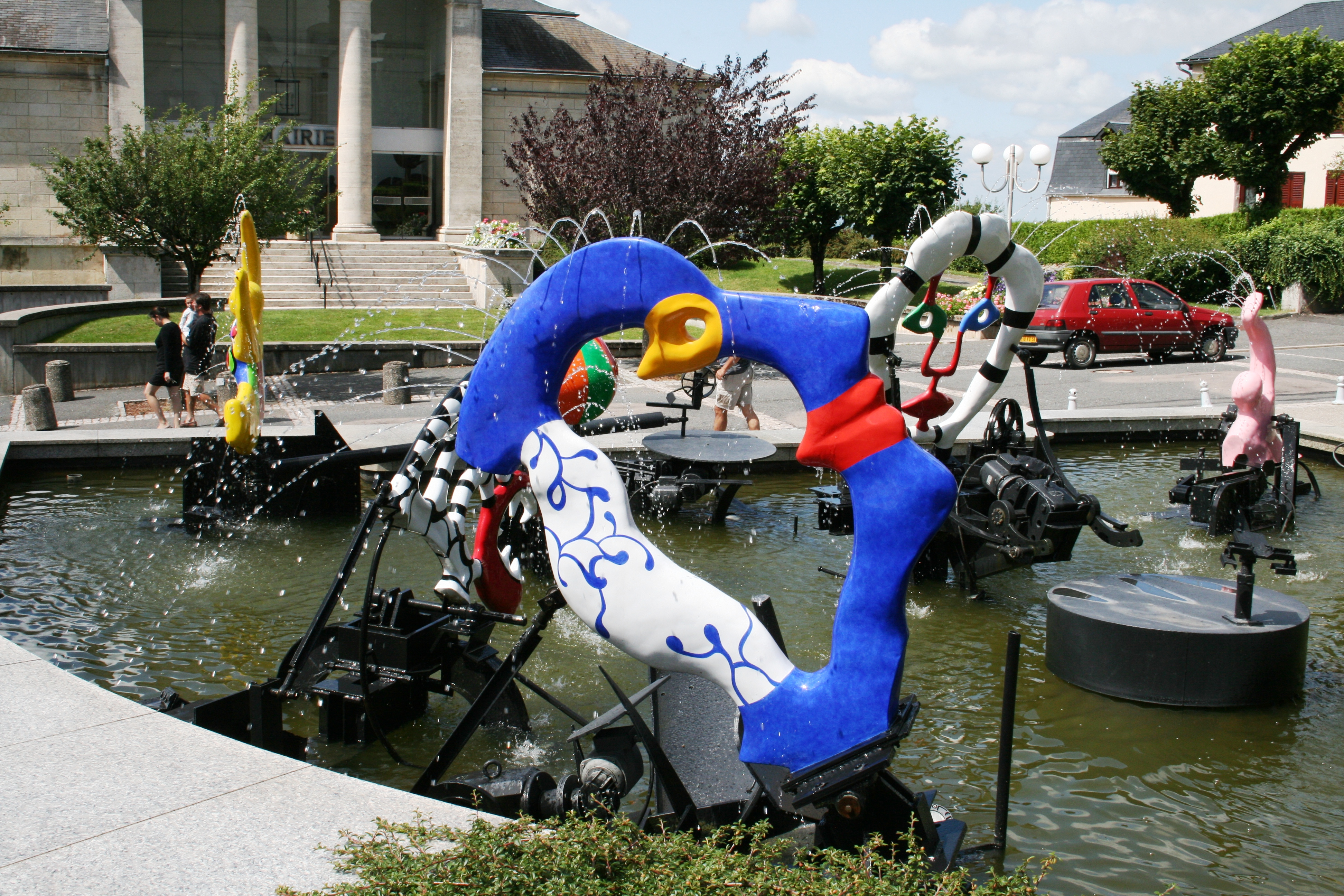
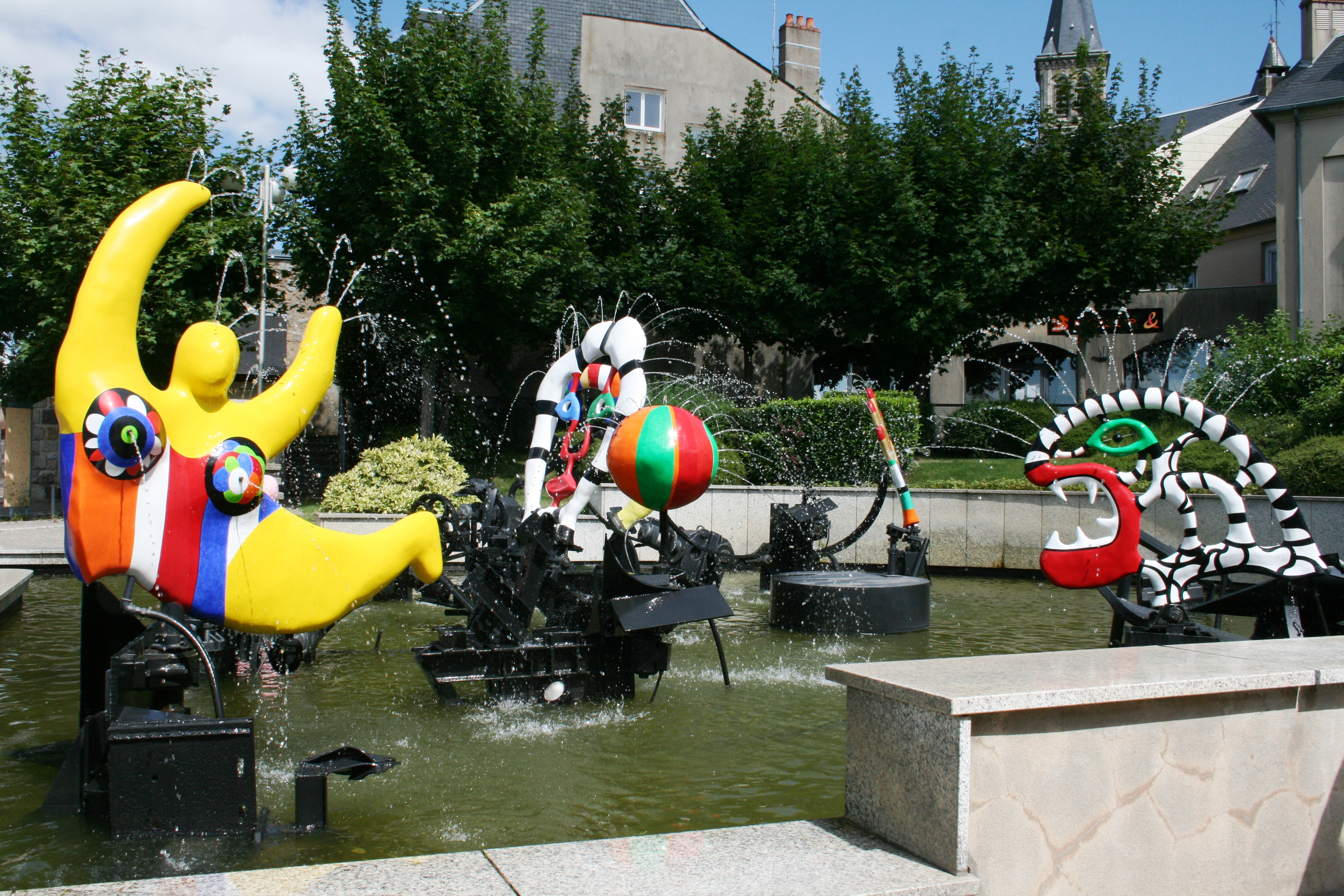